# Processa wheeleri
Processa wheeleri is een garnalensoort uit de familie van de Processidae. De wetenschappelijke naam van de soort is voor het eerst geldig gepubliceerd in 1941 door Lebour.